# Grube Heidkampsmaaßen
Die Grube Heidkampsmaaßen ist eine ehemalige Braunkohlegrube des Bensberger Erzreviers in Bergisch Gladbach. Das Gelände gehört zum Stadtteil Heidkamp.

## Geschichte
Die Kohlegrube Heidkampsmaaßen im Gucher Busch (daran erinnert heute noch die Straße An der Jüch) hat ihre früheste schriftliche Erwähnung durch eine Belehnungsurkunde vom 26. Februar 1717. Darin wird den Erben Gohr das Recht auf Gewinnung von Kohle erteilt. Allerdings taucht das Wort Braunkohle an keiner Stelle des Textes auf. Vielmehr ist mehrfach die Rede von Brandmaterie; zwei Mal gebrauchte man das Wort Kohle. Damit war die Grundlage zur Anwendung des Bergrechts gegeben. Aus der Urkunde ergibt sich u. a., dass man den „Zehnten Reichstaler oder Pfennig“ an die Kurfürstliche Kellnerei in Bensberg abzuführen hatte. Das Grubenfeld Heidkampsmaaßen ist von daher die Urzelle in den so genannten Gohrischen Gründen, da für die anderen Grubenfelder eine derartige Erwähnung nicht vorliegt. 
Im Laufe der Jahre muss wohl irgendwann die Zahlung des Zehntens eingestellt worden sein. Wann das der Fall war, lässt sich nicht feststellen. Die Berechtsamsakte beginnt mit einem Dokument vom 25. April 1832, das sich auf eine Verhandlung vom 21. März 1826 bezieht. Das entsprechende Verhandlungsergebnis sei nicht erzielt worden. Für die „Braunkohlengrube Heidkampsmaaßen bei Gladbach“ hätte man keinen Zehnten entrichtet, sondern nur die für das Kalkbrennen erforderliche Konzessionsgebühr gezahlt. Das liege daran, dass man zur „Bergischen Zeit“ (damit ist die Zeit vor 1815 gemeint) lediglich Trass zum Kalkbrennen geliefert habe, und das sei vom Zehnten nie betroffen gewesen. An diese Regelung habe man sich weiterhin gehalten. Daraufhin stellte das Oberbergamt Bonn am 5. Juli 1832 klar, dass man schon immer Rekognitionsgelder (Konzessionsgebühren) außer für die Kalköfen auch für den Abbau von Trass bzw. Braunkohle zu zahlen hatte. Damit setzte man sich schließlich durch.

## Betrieb
Über den Betrieb der Grube liegen keine Informationen vor.

## Lage und Relikte
Das Grubenfeld Heidkampsmaaßen, zusammen mit dem Grubenfeld Johann Wilhelm im Volksmund de Zanders Trasskuhl genannt, lag südlich von dem Grubenfeld Johann Wilhelm. Im Süden grenzte es an die Heidkamper Straße. An dieser Stelle befindet sich heute ein Teil der Papiermaschine 3 der Papierfabrik Zanders.